# Johann Baptist Zwecker

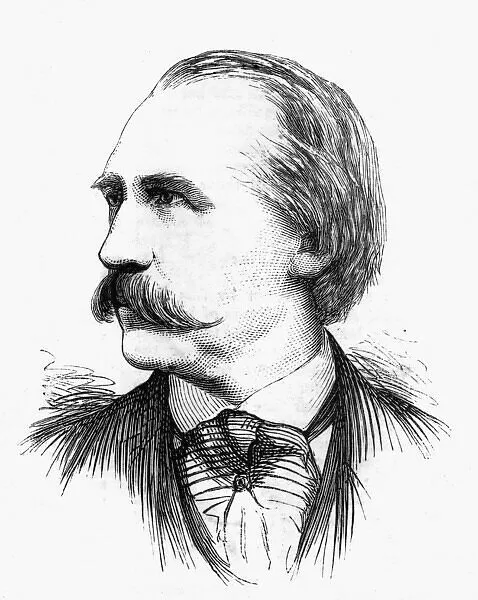
Johann Baptist Zwecker, Illustration aus der Zeitschrift The Graphic, 1876

Johann Baptist Zwecker (* 18. September 1814 in Frankfurt am Main; † 10. Januar 1876 in London) war ein deutscher Maler der Düsseldorfer Schule, Zeichner, Radierer und Illustrator.

## Leben
Der Bruder des Genremalers Heinrich Zwecker (1811–1858) begann seine künstlerische Ausbildung 1831 am Städelschen Kunstinstitut in Frankfurt am Main und erhielt dort Zeichenunterricht bei Carl Friedrich Wendelstadt. Von  1833 bis 1837 studierte er an der Königlichen Kunstakademie in Düsseldorf bei Carl Ferdinand Sohn und Wilhelm Schadow und kehrte danach nach Frankfurt zurück. 1850 ließ er sich für immer in London nieder. Hier arbeitete er zusammen mit dem 1848 nach London gekommenen Tiermaler und Spezialisten für naturkundliche Illustrationen Joseph Wolf.
Zwecker schuf Historienbilder, figürliche Szenen, Bildnisse sowie Tierbilder, insbesondere Pferde- und Reiterdarstellungen. 1837 war er in der Ausstellung des Karlsruher Kunstvereins mit dem Bild Zwei Pilger vertreten, ein ähnliches Motiv, Pilger und Tempelritter, erwarb 1839 der Kunstverein für die Rheinlande und Westfalen in Düsseldorf, eine Österreichische Reiterpatrouille der Frankfurter Kunstverein 1851. Ein Figurenbild Junge Liebe erschien im Album des Karlsruher Kunstvereins und ein Aquarell Pferd und Hund im Stall zeigte die Historische Kunstausstellung Frankfurt 1881 aus Frankfurter Privatbesitz.
Ab 1838 erfolgten die Aufträge zu Bildnissen der deutschen Kaiser für die Kaisergalerie im Kaisersaal des Frankfurter Römers. Zwecker fertigte die lebensgroßen Porträts von Heinrich I. (1839) und Heinrich IV., die von Frankfurter Institutionen gestiftet wurden. In Frankfurt, vor allem aber in London, wirkte er als Entwerfer zu Illustrationen für Zeitschriften, Kinderbücher, Reisebeschreibungen und naturwissenschaftliche Werke, die er mit Zeichnungen und Aquarellen vorbereitete.

## Bildnis

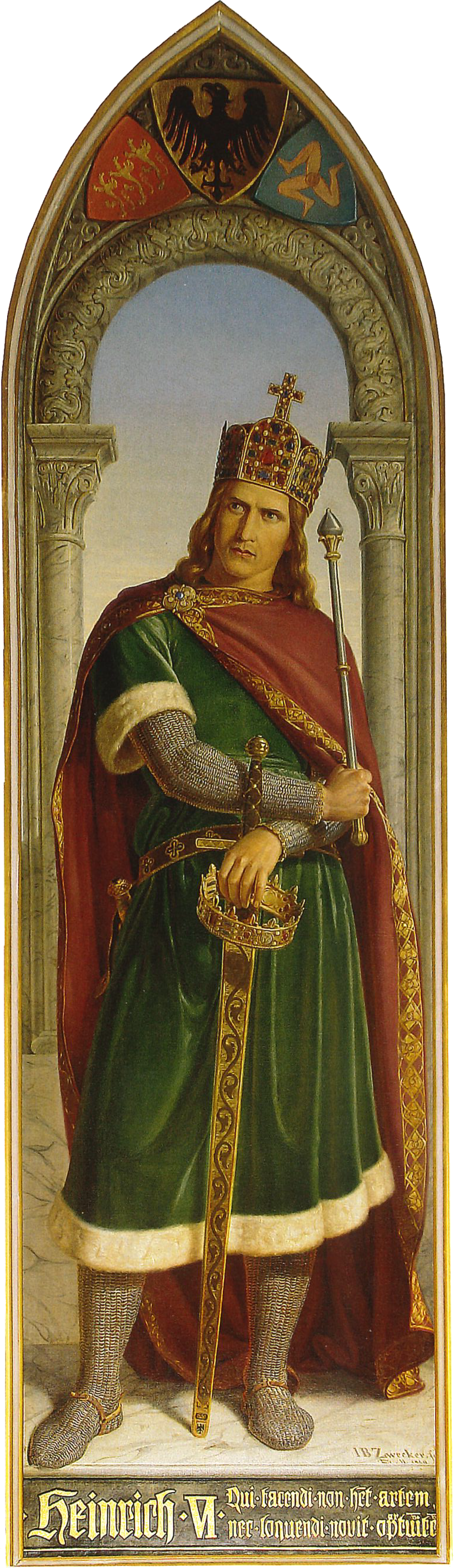
Heinrich VI.

- The Late J B Zwecker. Died Jan. 10, aged 61, Holzstich, in: The Graphic. An Illustrated Weekly Newspaper, London, 29. Januar 1876 (Digitalisat).
- Carl Bennert: Öl, 1837 (im Rahmen der „Tafel mit 57 Bildnissen Düsseldorfer Künstler“ von Friedrich Boser): Düsseldorf, Stadtmuseum.
- Carl Thiel: Bleistift: Düsseldorf, Künstlerverein Malkasten

## Werke (Auswahl)

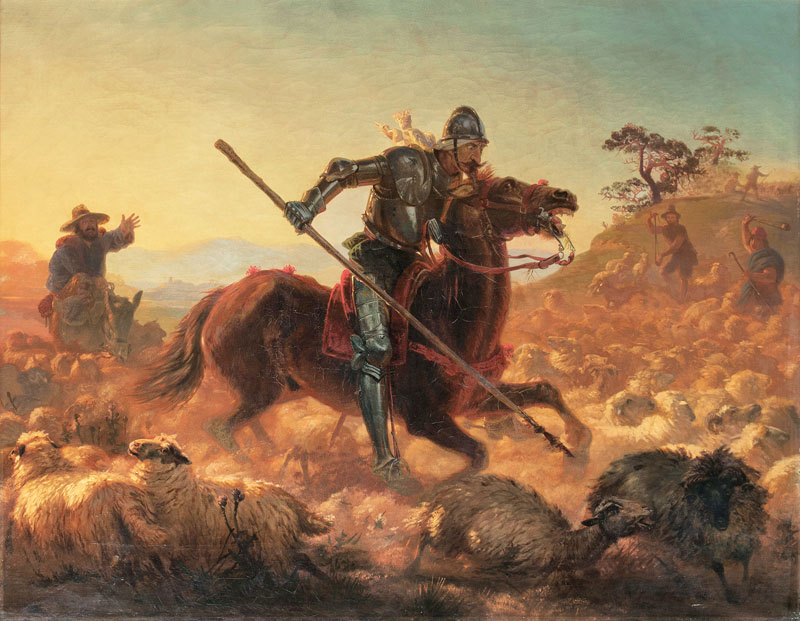
Ölbild Don Quijote (1854)

### Gemälde
- Bei der Falkenjagd, 1847; Öl/Lwd., 73 × 65 cm: Kunsthandel
- Don Quichote, 1854; Öl/Lwd., 71 × 91 cm: Kunsthandel
- Tom der Reimer und die Elfenkönigin, 1859; Öl/Lwd., 115 × 91 cm: Kunsthandel

### Zeichnungen, Aquarelle
- Herr mit Spazierstock und Zylinder, Bleistift, 1840er Jahre, Düsseldorf, Stiftung Museum Kunstpalast
- Iceland (The Lady of the Mountain), 1863/66; Aquarell, 35,4 × 22,7 cm: School of Art, Aberystwyth University, Buarth Mawr, Aberystwyth, Ceredigion, Wales, UK; Stiftung George Powell 1882 (Farbabbildung: museum.aber.ac.uk)

### Buch-Illustrationen
- Friedrich Wilhelm Hackländer: Märchen. Mit sechs Original-Stahlstichen von J.B.Zwecker. Adolph Krabbe, Stuttgart 1843.
- Mary Howitt: The Golden Casket. A Treasury of Tales for Young People. J.Hogg & Sons, London 1860.
- Grantley F. Berkeley: The English Sportsman in the Western Prairies. London, Hurt & Blackett, 1861.
- John George Wood, Joseph Wolf, Natural History Picture Book for Children, 1861. - The New Illustrated Natural History. Designs By Wolf, Zwecker, Coleman, Harvey and Others. Engraved by the Brothers Dalziel. George Routledge and Sons, London 1874.
- Hans Christian Andersen’s The Ice-Maiden, aus dem Dänischen von Anne S. Bushby; Holzschnitte von Richard Bentley (1794–1871). Richard Bentley, London 1863.
- William Charles Baldwin, Joseph Wolf: African Hunting and Adventure from Natal to the Zambesi including Lake Ngami, the Kalahari Desert, etc from 1852 to 1860, Richard Bentley, London 1863.
- Robert Michael Ballantyne: The Wild Man of the West. Crosby & Ainsworth, Boston 1863, 1866.

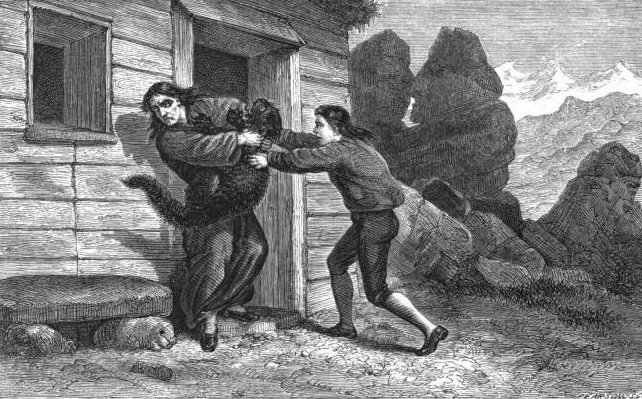
Illustration aus Icelandic Legends (1864)

- Icelandic Legends, Collected by Jón Árnason: "Fjallkonan" (The lady of the mountain), englisch von Eiríkur Magnússon und G. E. J. Powell. Richard Bentley, London 1864.
- Anne Bowman: The Young Nile-Voyagers. George Routledge & Sons, New York 1868.
- Alfred Walter Bayes: Our Favourite Nursery Rhymes, 1868.
- John George Wood, George French Angas, Joseph Wolf, The Natural History of Man. G. Routledge & Sons, New York 1868. - John George Wood: Popular Natural History. Routledge, 1871, 3 Bde. (The Hartebeest, 1862; Arrival at the Depôt at Cooper's Creek, 1862; Ostrich Hunting, 1862; A Race for Life in a Jungle, 1862).
- Edward Howe (d. i. Richard Growe): The Boy in the Bush. Bell and Daldy, London 1869.
- J. W. Elliott: Nursery Rhymes And Nursery Songs, Novello, Ewer and Co. / George Routledge and Sons, New York 1870 ("Three Little Mice").
- George Alfred Henty: Out on the Pampas, or The Young Settlers. Griffith Farran and Co., London 1871.
- Samuel White Baker, Godefroy Durand: Ismailïa. A narrative of the expedition to Central Africa for the suppression of the slave trade, organized by Ismail, Khedive of Egypt. Macmillan and Company, London 1874.
- John George Wood, Edward Alfred Smith: Insects abroad. Being a popular account of foreign insects, their structure, habits, and transformations. Longmans, Green and Co., London 1874.
- Thomas Frost: Saved From the Wreck. Religious Tract Society, London 1874.
- Alfred Russel Wallace, The Geographical Distribution of Animals. Harper and Brothers, New York 1876.
- Alfred Russel Wallace: The Geographical Distribution of Animals. With a Study of the Relations of Living and extinct Faunas as Elucidating the Past Changes of the Earth's Surface. Macmillan and Co., London 1876.
- Alfred Wilks Drayson: Among the Zulus. The Adventures of Hans Sterk, South African hunter and pioneer. Griffith Farran Browne, London 1879.
- Lucy D. Sale Barker: Some of my Feathered and Four-footed Friends. John Rootledge and Sons, London 1883.